# Kōhei Kudō (Snowboarder)
Kōhei Kudō (jap. 工藤 洸平, Kudō Kōhei; * 9. Februar 1990 in Sapporo, Hokkaidō) ist ein ehemaliger japanischer Snowboarder.
Kudō bestritt sein erstes FIS-Rennen 2004 im Alter von 13 Jahren. Nachdem er bereits ein Jahr später japanischer Meister in seiner Spezialdisziplin Halfpipe geworden war und im April 2005 Elfter bei der Juniorenweltmeisterschaft in Zermatt wurde, bestritt er im Januar 2006 sein erstes Weltcuprennen, bei welchem er sich auf dem 24. Rang platzierte. Nur einen Monat später gelang ihm der Sieg bei der Juniorenweltmeisterschaft 2006 in Vivaldi Park. Auch in der nächsten Saison wurde er im Weltcup eingesetzt, bereits in seinem dritten Weltcuprennen überhaupt schaffte er als Zweiter den Sprung auf das Podest. Da er sich auch in den weiteren Halfpiperennen gut platzierte, wurde er Ende der Saison hinter seinem Landsmann Ryō Aono Zweiter im Halfpipeweltcup.
Im Februar 2008 wurde Kudō erneut japanischer Meister, zudem gewann er in der Saison 2008/2009 das erste Weltcuprennen und führt so die Halfpipewertung an.

## Weltcuperfolge
- 7. September 2008 in Cardrona